# Martin Hojsík
Martin Hojsík (Bratislava, 27 gennaio 1977) è un politico slovacco.
È vicepresidente del Parlamento europeo dall'ottobre 2023. È vicepresidente del partito Slovacchia Progressista di cui è il responsabile per i temi ambientali e per la sostenibilità e fa parte del gruppo di Renew Europe.

## Biografia
Hojsik ha dedicato gran parte della propria vita all'organizzazione non-profit ambientalista Greenpeace dove ha lavorato per circa vent'anni dal 1995 al 2013 come project manager per l'efficienza energetica nell'area dell'ex Cecoslovacchia, per l'implementazione di politiche ambientali e della Convenzione di Aarhus, sul tema dell'inquinamento del Danubio, sull'esportazione illegale di rifiuti elettrici in Asia (Cina, India e Pakistan) e Africa (Ghana e Nigeria) così come nella gestione del budget e nella formazione dei volontari. Nel 2016 si iscrive al partito di Slovacchia Progressista. Nel 2019 corre per le elezioni europee nella lista formata dalla coalizione di Slovacchia Progressista con Insieme – Democrazia Civica e viene eletto al Parlamento europeo dove si impegna contro l'utilizzo eccessivo dei pesticidi e prodotti chimici tossici opponendosi all'estensione automatica della licenza UE per l'utilizzo di alcuni di essi apparendo per tale motivo anche nella lista dei "20 eurodeputati da attenzionare nel 2020" stilata da Politico. Il 18 ottobre 2023 viene eletto vicepresidente del Parlamento europeo in sostituzione del compagno di partito Michal Šimečka, dimessosi da eurodeputato per poter fare il leader dell'opposizione al Parlamento nazionale.